# Gare de Hefei-Sud
La gare de Hefei-Sud chinois : 合肥南站 ; pinyin : Héféi nán zhàn est une gare de ligne à grande vitesse, située, dans le district de Baohe, ville-préfecture de Hefei, dans la province de l'Anhui, en République populaire de Chine.
Elle est notamment desservie par la LGV Hefei - Fuzhou qui la relie à Shangrao, dans la province de l'Anhui et Fuzhou (Gare de Fuzhou), dans la province du Fujian.